# Tuberenes minuta
Tuberenes minuta là một loài bọ cánh cứng trong họ Cerambycidae.